# Heliconius similatus
Heliconius similatus är en fjärilsart som beskrevs av Jose Francisco Zikán 1937. Heliconius similatus ingår i släktet Heliconius och familjen praktfjärilar. Inga underarter finns listade i Catalogue of Life.